# The Star-Spangled Banner
"The Star-Spangled Banner" är USA:s nationalsång. The Star-Spangled Banner ("den stjärnbeströdda fanan" / "stjärnbaneret") är ett av de namn som brukar användas för USA:s flagga.

## Historik
Texten skrevs 1814 av den då trettiofemårige poeten Francis Scott Key efter att han hade sett beskjutningen av Baltimore under 1812 års krig. Key hade bordat det brittiska örlogsfartyget HMS Minden för att säkra frisläppandet av en vän som var anklagad för inhysning av brittiska desertörer. De brittiska befälhavarna gick med på att släppa de två männen, men av säkerhetsskäl hölls de kvar under natten medan den brittiska flottan besköt Fort McHenry. Nästföljande dag skrev Key en dikt: "The Defense of Fort McHenry" (försvaret av Fort McHenry). 
Dikten tonsattes sedan till den populära engelska dryckesvisan "The Anacreontic Song" skriven av John Stafford Smith. 
"The Star-Spangled Banner" blev officiellt nationalsång i USA den 3 mars 1931. I offentliga sammanhang sjunger man oftast bara den första versen.

## Text

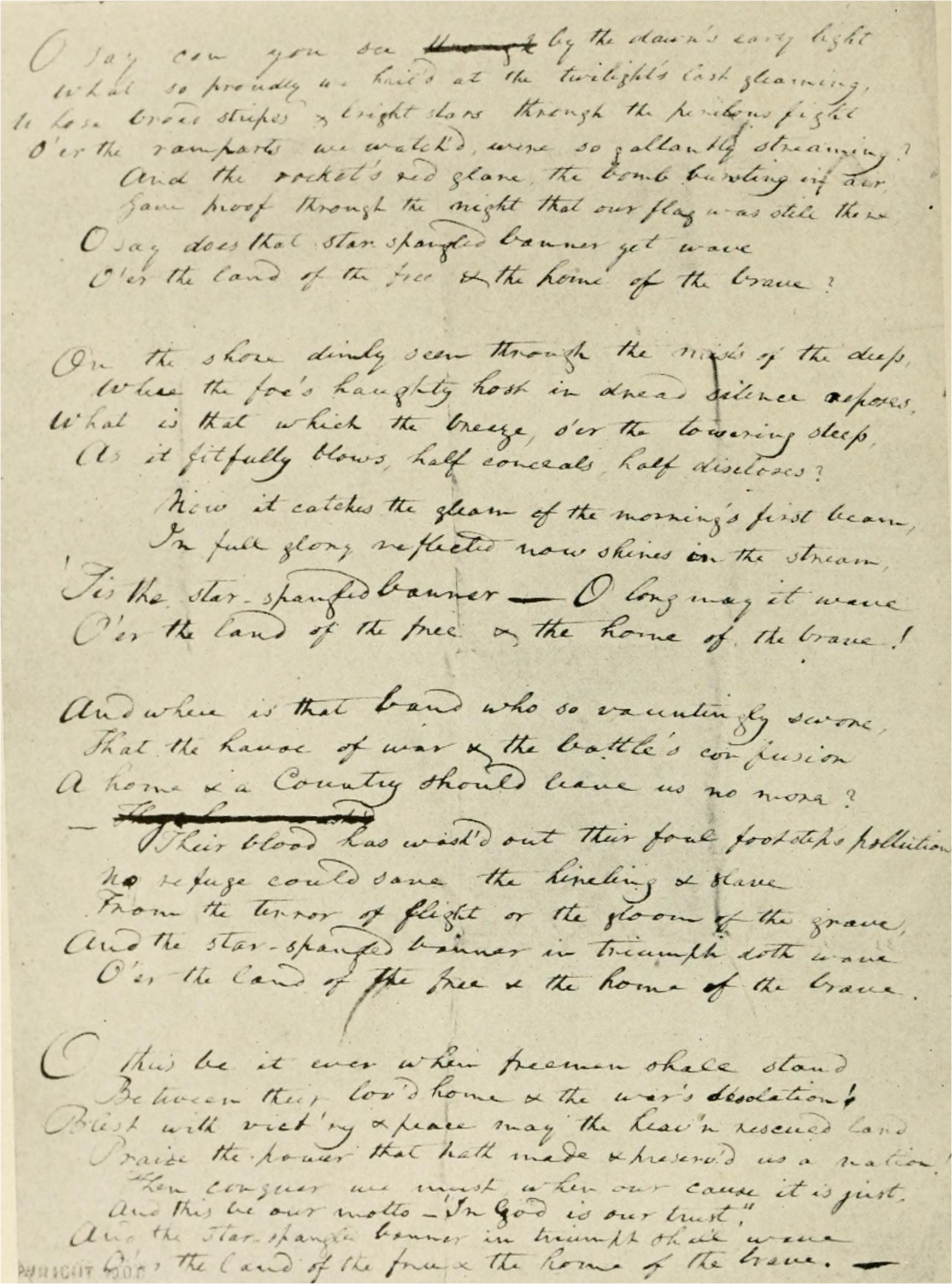
Originalmanuskriptet av Francis Scott Key.

O say, can you see, by the dawn’s early light, 

What so proudly we hailed at the twilight’s last gleaming, 

Whose broad stripes and bright stars, through the perilous fight, 

O’er the ramparts we watched, were so gallantly streaming? 

And the rockets’ red glare, the bombs bursting in air, 

Gave proof through the night that our flag was still there; 

O say, does that star-spangled banner yet wave 

O’er the land of the free and the home of the brave? 

On the shore, dimly seen thro’ the mist of the deep, 

Where the foe’s haughty host in dread silence reposes, 

What is that which the breeze, o’er the towering steep, 

As it fitfully blows, half conceals, half discloses? 

Now it catches the gleam of the morning’s first beam, 

In full glory reflected, now shines on the stream 

’Tis the star-spangled banner. Oh! long may it wave 

O’er the land of the free and the home of the brave! 

And where is that band who so vauntingly swore 

That the havoc of war and the battle’s confusion 

A home and a country should leave us no more? 

Their blood has washed out their foul footstep’s pollution. 

No refuge could save the hireling and slave 

From the terror of flight, or the gloom of the grave, 
 
And the star-spangled banner in triumph doth wave 

O’er the land of the free and the home of the brave. 

Oh! thus be it ever, when freemen shall stand 

Between their loved homes and the war’s desolation, 

Blest with vict’ry and peace, may the Heav’n-rescued land 

Praise the Pow’r that hath made and preserved us a nation! 

Then conquer we must, when our cause it is just, 

And this be our motto: "In God is our trust." 

And the star-spangled banner in triumph shall wave 

O’er the land of the free and the home of the brave. 

## I andra länder
Samma melodi användes tidigare till Luxemburgs nationalsång, innan den 1895 ersattes av Ons Heemecht.

## Populärkultur
- I filmen Den nakna pistolen, sjunger huvudpersonen Frank Drebin nationalsången med en egen version före en basebollmatch förklädd till en operasångare.
- I filmen Borat! sjunger Borat Sagdijev en påhittad text som påstås vara Kazakstans nationalsång med USA:s nationalsång som melodi inför en amerikansk publik och blir utbuad.
- I en av böckerna i Liftarens Guide till Galaxen-serien, Ajöss och tack för fisken syftar bokens titel på delfinernas sista försök till meddelande till mänskligheten. Detta meddelande misstolkades tyvärr som "ett förbluffande läckert försök att göra en dubbel baklängessaltomortal genom en ring och samtidigt vissla på The Star-Spangled Banner".
- Den amerikanska sångerskan och violinisten Emilie Autumn har spelat in första versen i a cappella vilken återfinns på albumet A Bit o' This & That (2007).
- Ett omtalat framträdande i Woodstockfestivalen 1969 var när Jimi Hendrix spelade nationalsången på elgitarr. Hans framträdanden på festivalen finns inspelade och utgivna på skiva.
- I Maryland generellt ropar man ut O! i början av "O say..", och utöver det så ropar man även ut RED i Washington Capitals arena som ett homage till mottot "Rock The Red" som gäller för laget.